# ボビー吉野
ボビー吉野（ボビーよしの、Bobby吉野、本名：吉野明男、1959年1月16日 - ）は、日本のダンサー、振付師、ダンスインストラクター。1970年代後半にアマチュアダンサーとして活動後、ジャニーズ事務所の男性アイドルバックダンスグループ・ジャPAニーズに参加。解散後は振付師に転向した。田原俊彦「抱きしめてTONIGHT」、少年隊「仮面舞踏会」などのハイレベルな振り付けは業界内外で高い評価を得ている。

## 主な振り付け作品
公式プロフィールより

### ジャニーズ
デビュー順
- 田原俊彦「チャールストンにはまだ早い」「It's BAD」「抱きしめてTONIGHT」「かっこつかないね」「ごめんよ涙」
- 少年隊「三味線ブギ」「日本よいとこ摩訶不思議」「仮面舞踏会」「バラードのように眠れ」「stripe blue」「じれったいね」「まいったネ今夜」「FUNKY FLUSHIN'」
- 光GENJI「STAR LIGHT」「ガラスの十代」「パラダイス銀河」「Diamondハリケーン」「剣の舞」「太陽がいっぱい」「荒野のメガロポリス」「Little Birthday」「笑ってよ」「風の中の少年」「奇跡の女神」「WINNING RUN」
- 忍者「お祭り忍者」「リンゴ白書」「おーい!車屋さん」「秘・美・子」「君に御中」「ハラショ!」「涙 涙のカラオケボックス」「日本」「日本ブギ」「Harapeko」
- SMAP「Can't Stop!! -LOVING-」「笑顔のゲンキ」

### その他
五十音順
- KEY WEST CLUB「お誂え向きのDestiny」
- 工藤静香「嵐の素顔」「黄砂に吹かれて」「くちびるから媚薬」「ぼやぼやできない」
- 小泉今日子「なんてったってアイドル」「水のルージュ」
- 小柳ルミ子「いい気になるなよ」
- SHU-I「Smile For Me」「Summer Sweet/キズナ」「ネバギバYeah!」「HITORIJIME」
- とんねるず「嵐のマッチョマン」
- 中山美穂「ツイてるねノッてるね」「WAKU WAKUさせて」「派手!!!」「50/50」
- 長山洋子「ヴィーナス」「ユア・マイ・ラヴ」
- 西村知美「Always...」
- 松田聖子「Who's that boy」「20th Party」
- 山咲トオル「真夏のハート」
- ラッツ&スター「め組のひと」
- Little Kiss（工藤静香・石橋貴明）「A.S.A.P.」